# Coppa di Finlandia 2018 (pallavolo femminile)
La Coppa di Finlandia 2018 si è svolta dal 26 settembre 2018 al 26 gennaio 2019: al torneo hanno partecipato quindici squadre di club finlandesi e la vittoria finale è andata per la terza volta all'Oriveden Ponnistus.

## Regolamento
Le squadre hanno disputato primo turno, quarti di finale, semifinali e finale.

## Squadre partecipanti
| - Hämeenlinnan - Joen Juju - Kangasala - Karelian Hurmos - Kuusamon - LiigaPloki - Nurmon Jymy - Oriveden Ponnistus | - Rantaperkiön Isku - Tapanilan Erä - Turun Toverit - Vampula - Viesti Salo - Vilppulan Tähti - Woman |

## Torneo

### Primo turno
| 24 ottobre 2018 Joensuun Urheilutalo, Joensuu Durata: ? - Spettatori: 150          | Joen Juju         | 0 - 3 | LiigaPloki         | 16-25, 23-25, 12-25        |
| 31 ottobre 2018 Lapin Urheiluopisto, Rovaniemi Durata: 2h:00 - Spettatori: 287     | Woman             | 1 - 3 | Kuusamon           | 25-17, 13-25, 24-26, 18-25 |
| 27 ottobre 2018 Kaukajärven vapaa-aikatalo, Tampere Durata: ? - Spettatori: 94     | Rantaperkiön Isku | 0 - 3 | Kangasala          | 21-25, 23-25, 19-25        |
| 9 ottobre 2018 Parkkivuoden urheilutalo, Mänttä-Vilppula Durata: ? - Spettatori: ? | Vilppulan Tähti   | 0 - 3 | Oriveden Ponnistus | 12-25, 10-25, 6-25         |
| 20 ottobre 2018 Nunnavuoren palloiluhalli, Turku Durata: h: - Spettatori: 46       | Turun Toverit     | 0 - 3 | Vampula            | 17-25, 12-25, 20-25        |
| 26 settembre 2018 Puistolan Urheilutalo, Helsinki Durata: ? - Spettatori: ?        | Tapanilan Erä     | 0 - 3 | Viesti Salo        | 14-25, 3-25, 9-25          |
| 23 ottobre 2018 Joensuun Urheilutalo, Joensuu Durata: ? - Spettatori: 148          | Karelian Hurmos   | 0 - 3 | Nurmon Jymy        | 22-25, 13-25, 16-25        |

### Quarti di finale
| 10 dicembre 2018 Pihtipudas-Sali, Pihtipudas Durata: 2h:17 - Spettatori: 179    | LiigaPloki   | 3 - 2 | Kuusamon           | 25-21, 21-25, 25-23, 16-25, 15-12 |
| 14 novembre 2018 Pitkäjärven koulu, Kangasala Durata: 2h:32 - Spettatori: 320   | Kangasala    | 2 - 3 | Oriveden Ponnistus | 25-17, 19-25, 25-21, 22-25, 15-17 |
| 5 dicembre 2018 Iittalan liikuntahalli, Iittala Durata: 2h:11 - Spettatori: 221 | Hämeenlinnan | 3 - 1 | Vampula            | 25-23, 16-25, 25-12, 25-22        |
| 13 dicembre 2018 Salohalli, Salo Durata: 1h:55 - Spettatori: 316                | Viesti Salo  | 3 - 1 | Nurmon Jymy        | 21-25, 25-10, 25-16, 25-12        |

### Semifinali
| 16 gennaio 2019 Pihtipudas-Sali, Pihtipudas Durata: 2h:25 - Spettatori: 284 | LiigaPloki   | 2 - 3 | Oriveden Ponnistus | 25-21, 21-25, 22-25, 25-16, 9-15 |
| 22 dicembre 2018 Elenia Areena, Hämeenlinna Durata: 1h:38 - Spettatori: 331 | Hämeenlinnan | 3 - 0 | Viesti Salo        | 25-21, 25-23, 26-24              |

### Finale
| 26 gennaio 2019 Kupittaan Palloiluhalli, Turku Durata: 1h:50 - Spettatori: 750 | Oriveden Ponnistus | 3 - 1 | Hämeenlinnan | 27-25, 22-25, 25-14, 25-17 |